# James Samuel Coleman
James Samuel Coleman (Bedford, 12 maggio 1926 – Chicago, 25 marzo 1995) è stato un sociologo statunitense.
Si è prevalentemente occupato di sociologia dell'educazione e dello studio delle politiche pubbliche. È stato, inoltre, uno dei primi utilizzatori del termine capitale sociale, nonché uno dei principali esponenti della teoria della scelta razionale in sociologia.

## Biografia
Nel 1949 si laurea in ingegneria chimica alla Purdue University; nel 1955 consegue il Ph.D. alla Columbia University sotto l'influenza di Paul Lazarsfeld.
Insegnò alla Stanford University, all'Università di Chicago e, a partire dal 1959, all'Università Johns Hopkins.
Durante questo periodo acquistò notorietà in campo accademico grazie ai lavori An Introduction to Mathematical Sociology (1964) e Mathematics of Collective Action (1973).
Nel 1973 lasciò l'Università Johns Hopkins per tornare a Chicago, dove diresse la National Opinion Research Center.
Nel 1991 fu eletto presidente dell'Associazione Americana di Sociologia.

## L'idea di capitale sociale
James Coleman ha utilizzato il concetto di capitale sociale nella sua costruzione di una teoria sociale generale imperniata sull'assunto della fondamentale razionalità degli esseri umani, ma che - proprio grazie al capitale sociale - risulta opposta alla tesi individualista tipica dell'economia classica e neoclassica.